# Ruine Muschenwang
Die Ruine Muschenwang ist die Ruine einer Höhenburg auf 770 m ü. NN nahe dem Ortsteil Hausen ob Urspring der Stadt Schelklingen im Alb-Donau-Kreis in Baden-Württemberg.

## Geschichte
Die Burg Muschenwang wurde von den Herren von Muschenwang, Ministerialen der Grafen von Berg-Schelklingen, vermutlich im 12. oder Anfang des 13. Jhs. als Dienstmannensitz und Vorposten der Burg Hohenschelklingen erbaut. Die Burg wird 1271 erstmals erwähnt. Erst im letzten Drittel des 13. Jhs. wird mit Gottfried von Muschenwang ein Träger des Burgnamens genannt. In der ersten Hälfte des 14. Jhs. werden die Nennungen häufiger. Im 14. Jh. teilte sich die Familie in mehrere Linien, deren verwandtschaftliches Verhältnis nicht eindeutig geklärt ist: einerseits als Hauptlinie die Burgbesitzer selbst, dann von Muschenwang gesessen zu Griesingen; weiterhin waren von Muschenwang begütert und/oder ansässig in Hausen o.U. und Schmiechen, vielleicht auch in Maselheim und in Schelklingen. Mehrere weibliche Familienmitglieder traten als Nonnen in das Kloster Urspring. 1363 verkaufte Heinz von Muschenwang die Burg mit Zubehör an seinen Oheim Johann von Erstetten, zu Ennabeuren gesessen, der sie noch im selben Jahr an das Kloster Urspring weitergab. Mitglieder der Familie Muschenwang ließen sich offenbar später in der Stadt Ehingen a. D. verbürgern, denn 1515 immatrikulierte sich ein Michel Muschewang aus Ehingen an der Universität Tübingen. Die Burg wird noch in den Lagerbüchern des Klosters Urspring von 1475, 1486 und 1502 als Burgstall genannt.
Die Herren von Muschenwang führten ein eigenes Wappen, welches auf mehreren Siegeln überliefert ist. Es zeigt den bergischen Schrägrechtsbalken, allerdings als Zwillingsschrägrechtsbalken, wobei der untere gespickelt ist. Auf einem weiteren Siegel ist der eine Schrägrechtsbalken ebenfalls gespickelt. Der Schrägrechtsbalken verdeutlicht die lehenschaftliche Zugehörigkeit zu den Grafen von Berg-Schelklingen, für deren Wappen Schrägrechtsbalken maßgebend sind. Eberl vermutet wegen der Wappenähnlichkeit außerdem eine Stammesgleichheit mit der Familie von Weisel bzw. Wichsler.

## Beschreibung der Burganlage
Deutlich zu erkennen ist der künstliche Halsgraben, welcher den ehemaligen Wohnturm auf der exponierten Felsspitze von der Vorburg trennt. Geringe Mauerreste des Wohnturms sind noch vorhanden. Aufschüttungen lassen den Verlauf der ehemaligen Umfassungsmauer der Vorburg erkennen. Ein Rekonstruktionsversuch des Grundrisses der Anlage findet sich bei Stefan Uhl (1985 und 1991).

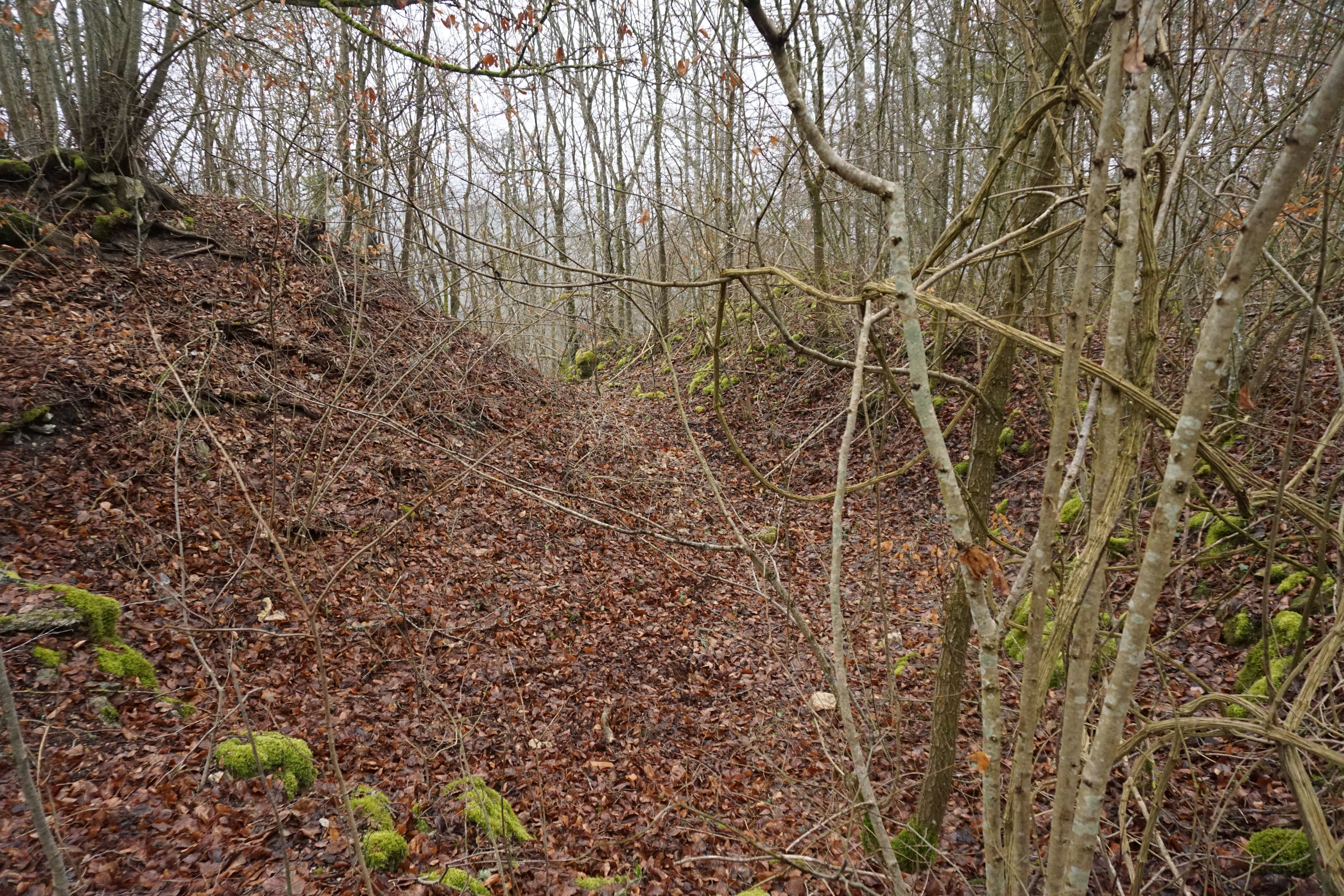
Halsgraben der Burgruine Muschenwang

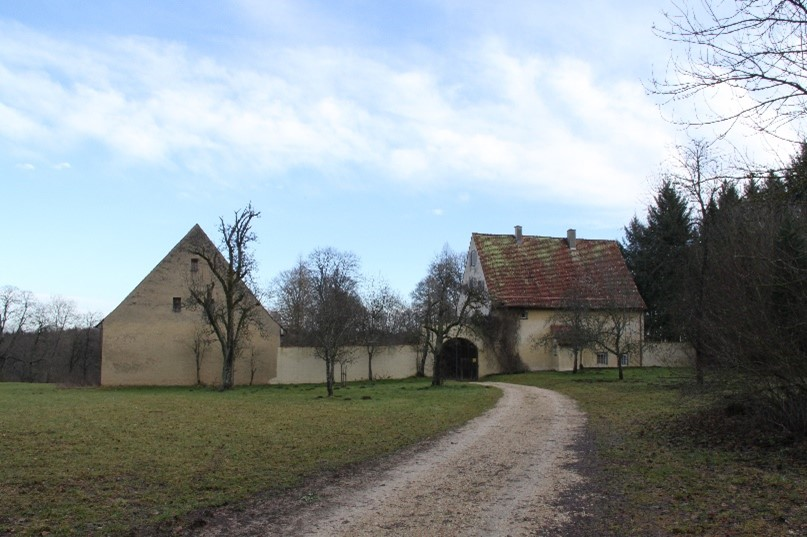
Hofgut Muschenwang, 2010

## Hofgut Muschenwang
1586 errichtete das Kloster Urspring unter der Regentschaft seiner Äbtissin Margaretha vom Stein den Hof Muschenwang ca. 350 Meter nördlich der Burg, zu dessen Bau wohl die Steine der Burg verwendet wurden. Das Hofgut diente – wie vorher auch die Burg – zur Bewirtschaftung der Felder auf der Albhochfläche. Muschenwang besaß bis ins 19. Jahrhundert hinein eine eigene Markung.
Der Hof ist in seinem Baubestand von 1586 weitgehend erhalten geblieben. Er bestand innerhalb einer über zwei Meter hohen Ringmauer aus einem Wohnhaus und zwei Scheuern. Die zweite Scheuer in der südöstlichen Ecke wurde vor 1911 abgebrochen. Die große Scheuer in der nordwestlichen Ecke ist heute noch vorhanden. Das Wohnhaus steht an der Westmauer südlich des Haupttors. Es handelt sich um einen zweistöckigen Steinbau mit einem zweigeschossigen Giebel. Das Gebäude wird in seinem Innern von einem Mittelöhrn in zwei nahezu gleiche Hälften zu je zwei Zimmern, also vier Zimmer in jedem Stockwerk, geteilt. Der Öhrn und die beiden nördlich anstoßenden Räume im Erdgeschoss sind tonnengewölbt. An die Südseite des Wohnhauses wurde der Backofen angebaut, welcher von der Küche aus beschickt werden kann. Über dem rechtwinkligen Türsturz der Eingangstüre befindet sich die Bauinschrift mit den Wappen des Klosters Urspring und des Adelsgeschlechts derer vom Stein mit dem Meisterzeichen des Bildhauers Hans Schaller aus Ulm a. D. Die Inschrift lautet: „Anno 1586 Ist diser Baw von grund auff von Newem erbawen bey Regierung weilund Erwürdigen Edlen vnd Gaistlichē Frawen Margareta vom Stain Maisterin deß Würdigen Gotzhaus Vrsprengē Der Allmächtig verleihe sein Gnad vnd segn damit solicher dem Gotzhaus zu nutz und wolfart gedeihē möge“. Außer dem Haupttor im Westen gibt es an der Nordseite noch eine weitere Toreinfahrt für die Bauernwägen und an der Ostseite ein Zugangstor zur Hüle, die auch heute noch meist Wasser hat.
Für die Wasserversorgung wurde ehedem diese eigene kleine Wasserhüle mit Quadersteineinfassung außerhalb der Hofmauer im Osten angelegt und bildete im Frühling und Sommer einen Tummelplatz für Frösche und Kröten. Mittlerweile (2014) wird sie aber als Schuttablegestelle benutzt.
Das Kloster verlieh bis zu seiner Auflösung 1806 den Hof Muschenwang als Falllehen. Kurz vor der Säkularisation des Klosters wurden in einer Bestandsaufnahme 1806 die Abgaben an das Kloster, die Gebäude, Feldgüter und der Viehbestand des Hofes genau beschrieben.
Am 27. Mai 1599 verlieh Margaretha vom Stain, Meisterin des Klosters Urspring, den Hof Muschenwang, bestehend aus Haus, Hof, zwei Städeln und Gütern, an Andreas Pfueler, von Hausen ob Urspring gebürtig, als Falllehen. Unter den verliehenen Gütern werden auch Wiesen bei der Altenburg erwähnt. Die Meisterin behielt sich vor, im Wohnhaus „die obere Stube, und Kammer, und den einen Stadel nach ihrem Gefallen zu gebrauchen“. Die von Bernhard Hell gemachte Äußerung, dass der Hof der Meisterin und den Klosterfrauen Ursprings als Erholungsort diente, scheint demnach ihre Bestätigung zu finden.
Falllehenbauer bis vor dem 21. Februar 1677 war Veit Michler; seinem Sohn Hans Michler wurde der Hof am selben Tag übergeben. Vor dem 29. Januar 1745 war Konrad Keller Bauer in Muschenwang geworden. Dessen Sohn Justin Keller aus erster Ehe mit Anna Hettrich aus Ennabeuren wurde Hofnachfolger. Getauft im Kloster Urspring am 16. Oktober 1747, heiratete er dort am 27. Januar 1774 Barbara Zagst aus Hausen o.U. (getauft 1. September 1754). Das Ehepaar Keller zog Martini 1819 nach Schmiechen und übergab den Hof anscheinend an einen Neffen der Barbara Zagst, nämlich an Xaver Zagst (geborener Hausen o.U. 1. Dezember 1781), der vor dem 9. November 1819 Bauer auf Muschenwang wurde. Nachfolger wurde 1853 (heiratet 8. November 1853) sein Sohn erster Ehe Erasmus Zagst (geboren 25. August 1823), der letzte Bauer auf Muschenwang. Am 4. Juni 1875 verkaufte Erasmus Zagst den Hof an das Königliche Forstamt Blaubeuren namens der Königlich Württembergischen Staatsfinanzverwaltung, welches den Hof als Sitz ihres Forstwächters einrichtete. Der Hof wurde bis in die 1960er Jahre als Forstwachthaus genutzt.